# Дунта
Дунта (груз. არგვეთი) — село в Грузії.
За даними перепису населення 2014 року в селі проживає 133 осіб.